# Homoseksualnost u Starom zavjetu
Starozavjetni opisi homoseksualnosti utječu na židovska i kršćanska stajališta i tumačenja istospolnih odnosa.

## Sodoma
U Knjizi postanka, Sodoma i Gomora spomenuti su kao gradovi čiji stanovnici čine opačine. Riječ „sodomija”, obično korištena kao naziv za analni snošaj, nastala je od naziva peccatum Sodomiticum, jer Biblija spominje dvojicu anđela koji su došli u kuću Abrahamova nećaka Lota, a koje su građani Sodome zatražili:
„Još ne bijahu legli na počinak, kad građani Sodome, mladi i stari, sav narod do posljednjeg čovjeka, opkole kuću. Zovnu Lota pa mu reknu: "Gdje su ljudi što su noćas došli k tebi? Izvedi nam ih da ih se namilujemo?" Lot iziđe k njima na ulaz, a za sobom zatvori vrata. "Braćo moja," reče on, "molim vas, ne činite toga zla! Imam, evo, dvije kćeri s kojima još čovjek nije imao dodira: njih ću vam izvesti pa činite s njima što želite.”
Najčešće objašnjenje zašto je Lot ponudio svoje kćeri jest da je tako htio zaštititi goste od spolnog nasilja, jer je zaštita gosta u tom dijelu svijeta bila sveta dužnost domaćina.

## Levitski zakonik
Levitski zakonik zabranjuje i osuđuje muški istospolni čin:
 „Ne lijegaj s muškarcem kako se liježe sa ženom! To bi bila grozota.” (Levitski zakonik, 18:22)
 „Ako bi muškarac legao s muškarcem kao što se liježe sa ženom, obojica bi počinila odvratno djelo. Neka se smaknu i krv njihova neka padne na njih.” (Levitski zakonik, 20:13)
Premda Levitski zakonik ne spominje žensku homoseksualnost, spomen muških odnosa koristi se u Talmudu za osudu lezbijskih odnosa.

## David i Jonatan
Osobna veza Davida i Jonatana uglavnom je tumačena kao vrlo prisno prijateljstvo dvojice muškaraca. Uglavnom se smatra da je njihova ljubav bila platonska, ali neka suvremena tumačenja pokušavaju prepoznati da bi ona bila romantična ili seksualna.

## Prostitucija
U Prvoj i Drugoj knjizi o kraljevima, riječ kadeshim označava „posvećene muškarce”, koji su imali važnu ulogu u religiji Izraelaca, premda su kraljevi Jošafat i Jošija, pripadnici jahvizma, uveli štovanje Jahve kao jedinog boga. Kadeshim su protumačeni kao muškarci koji su se bavili obrednom prostitucijom.